# Spark Spread
Der Spark Spread ist die theoretische Bruttomarge eines Gaskraftwerkes aus dem Verkauf einer Einheit Strom und dem Kauf der Einheiten Gas, die zur Produktion erforderlich ist. Alle anderen Kosten (Betrieb, Wartung, Kapital und andere Kosten) müssen durch den Spark Spread gedeckt werden.
Der Begriff Dark Spread bezeichnet die entsprechende Bruttomarge für Kohlekraftwerke.
Diese Indizes sind regelmäßig Inhalt publizierter Marktberichte. Sie sind nützlich, um die Preisentwicklung auf Energiemärkten zu verfolgen, die Performance eines eigenen Kraftwerks zu benchmarken und gelegentlich auch Inhalt der politischen Diskussion. Je höher der Spark oder Dark Spread, desto profitabler das idealtypische Gas- oder Kohlekraftwerk.
Für die operative Einsatzoptimierung oder für Investitionsentscheidungen sind veröffentlichte Spreadindizes nicht ausreichend. Die technischen Eigenschaften, der Wirkungsgrad und die verfügbaren Marktzugänge der individuellen Anlage müssen berücksichtigt werden (siehe Kraftwerkseinsatzoptimierung).
Clean Spread Indikatoren berücksichtigen zusätzlich den Preis für die CO2-Zertifikate, die benötigt werden, um die Einheit Strom zu produzieren.

## Berechnung von Spark Spread und Dark Spread
Der Spark Spread S ist wie folgt definiert:
{\displaystyle S=P_{E}-{\frac {P_{G}}{\eta _{el}}}}
Dabei ist PE der Strompreis, PG der Gaspreis und ηel der elektrische Wirkungsgrad eines typischen Gaskraftwerks. Alle Preise müssen in derselben Einheit, z. B. €/MWh, angegeben werden. Für die Berechnung des Dark Spreads  wird statt des Gaspreises PG ein Kohlepreis PK verwendet.
Die Veröffentlichung von Spark Spreads und Dark Spreads sollte mit einer präzisen Angabe der Berechnungslogik einhergehen. Spezifiziert werden sollten:
- der verwendete Wirkungsgrad
- die genau verwendeten Energiepreise (Marktplatz, Produkt, Quelle der Preisinformation)
- sonstige berücksichtigte Kosten

Da sich der Wirkungsgrad üblicherweise auf den Heizwert Hi bezieht, die Gaspreise aber auf den Brennwert Hs, sind die Gaspreise auf Hi umzurechnen. Kritisch für das Ergebnis ist die Festlegung des elektrischen Wirkungsgrades. In Wirklichkeit hat jedes Gaskraftwerk einen unterschiedlichen Wirkungsgrad von 45 % bis über 60 %, für den Spark Spread wird ein Verstromungsszenario mit einem durchschnittlichen Gaskraftwerk angesetzt. In Deutschland ist ein Wert von 50 % üblich. 49,13 % hat sich in Großbritannien etabliert. In den USA wird oft ein Brennstoffeinsatz (engl. 'heat rate') von 7000 BTU/kWh verwendet, dies entspricht einem Wirkungsgrad von 48,74 %.
Auf den Strom- und Gas-Standardkontrakt Base der EEX gerechnet (Bandlieferung über ein Lieferjahr) sind die Spark Spreads in Deutschland seit etwa Mitte 2012 negativ. Dies bedeutet, dass sich eine Bandfahrweise für ein typisches Gaskraftwerk derzeit nicht rechnet. Die Clean Dark Spreads sehen derzeit (September 2017) positiv aus, wohingegen sich die Clean Spark Spreads nicht erholt haben.
Der Dark Spread ist im Allgemeinen höher als der Spark Spread. Hierin spiegelt sich wider, dass ein Kohlekraftwerk niedrige Brennstoffkosten und damit höhere Deckungsbeiträge hat, aber auch hohe spezifische Investitionsausgaben aufweist, die durch den Dark Spread eingebracht werden müssen, während es bei einem Gaskraftwerk umgekehrt ist. Die relativ hohen Grenzkosten und niedrigen Spark Spreads eines Gaskraftwerks charakterisieren dieses als Spitzenlastkraftwerk, das vorrangig in knappen Stunden mit hohem Bedarf produziert, wenn der stundenaktuelle Preis über dem Basepreis liegt, der als Referenz für den Dark Spread hinzugezogen wird.

## Clean Spread
In Ländern, in denen der EU-Emissionshandel gilt, haben Kraftwerksbetreiber seit 2005 auch die Kosten von CO2 zu berücksichtigen.
Für die Berechnung des sogenannten Clean Spark Spreads wird üblicherweise ein Emissionsfaktor von 0,2 tCO2 pro MWh Erdgas angesetzt, d. h. der Clean Spark Spread C ergibt sich aus dem Spark Spread S als:
{\displaystyle C=S-{\frac {0,2\cdot P_{C}}{\eta _{el}}}=P_{E}-{\frac {P_{G}+0,2\cdot P_{C}}{\eta _{el}}}}
Dabei ist PE der Strompreis, PG der Gaspreis, PC der CO2-Preis und ηel der elektrische Wirkungsgrad des Kraftwerks.
In derselben Weise lässt sich auch ein Clean Dark Spread definieren. Hier wird mit einem höheren Bedarf an CO2-Zertifikaten pro MWh Brennstoff gerechnet, bei Steinkohle verwendet man üblicherweise den Emissionsfaktor von 0,34 tCO2/MWh.
Bei hohen Preisen für CO2-Zertifikate könnte es passieren, dass der Clean Dark Spread niedriger ist als der Clean Spark Spread. In diesem Falle wären die Grenzkosten des Gaskraftwerks niedriger als die des Kohlekraftwerks und Gaskraftwerke würden auch in der Grundlast vorrangig vor Kohlekraftwerken zum Zuge kommen. Der Grenzpreis für CO2-Zertifikate, bei dem die Grenzkosten gleich sind, wird gelegentlich als Fuel Switch Preis zitiert oder berechnet. Weiterhin wird im Gasmarkt als sogenannter Switch-Level das Gaspreisniveau in Abhängigkeit vom Kohlepreis betrachtet, zu dem es gleich teuer ist, eine Einheit Strom mit Gas wie mit Kohle zu produzieren. Befindet sich der Marktpreis für Gas nahe dem Switch-Level, so zeigen Strommarkt und Gasmarkt starke Wechselwirkungen.